# 尤格拉

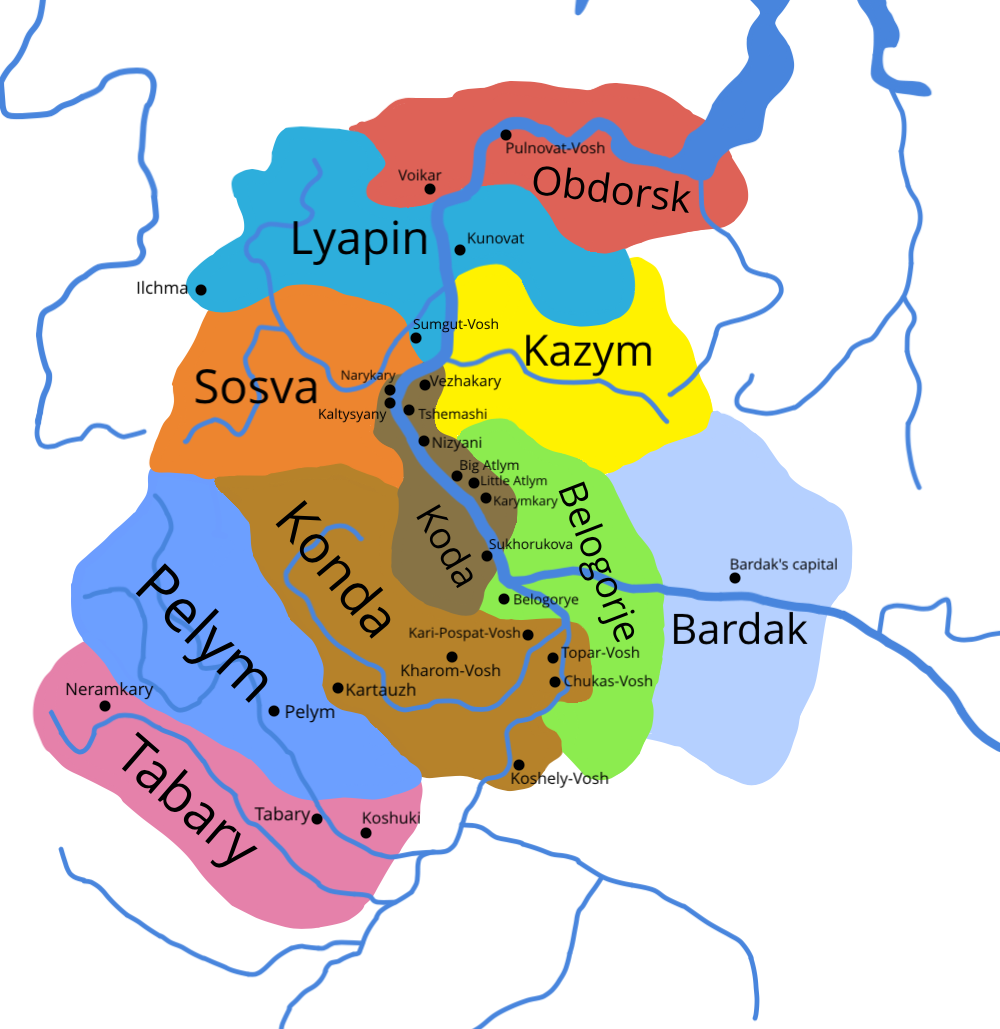
15世紀的尤格拉諸親王國。

尤格拉 （Yugra/Iuhra；古俄语Югра Jugra ；拜占庭希腊语Οὔγγροι Oὔggroi ) 是12至17世紀在俄罗斯編年史中出現的統一稱謂，用於描述乌拉尔山脉北部（现俄罗斯西北部）以東所有的土地和族裔。範圍另一頭去到伯朝拉河、鄂畢河下游以西。在這段時期裡，此地區居住有汉特人（又奥斯蒂亚克斯人； Hanty ) 和曼西人 (Vogul; Maansi ) 。尤格拉也是乌戈尔語支的稱謂来源（包括漢特語和曼西語，還有匈牙利语）。
“尤格拉”這個地方於現代，是成為了俄罗斯联邦管轄下一個建制區域，官方正式命名成漢特-曼西自治區，設立於歷史原屬Ioughoria的領土內。此詞彙在現代俄語是被譯作“Югория”（ Yugoria ）並被當成詩意化該地區的同義詞所使用。

## 早期史
這片區域史稱尤格拉，據載早在1032年諾夫哥羅德人就有到過這片地區，另外最早提到生活在“北方土地”的居民的文獻是1096年的《往年紀事》。該部編年史提到一群未知的人，稱作尤格拉人（奧斯加克人（或漢特人）及沃古爾人（即曼西人），他們與俄羅斯冒險者們遭遇。另外，《往年紀事》中亦提到了尤格拉的鄰居，萨莫耶德人（即涅涅茨人）。12、13世紀的編年史中記載了諾夫哥羅德人前往尤格拉以取得紫貂、白鼬、北極狐及松鼠等的毛皮貢物。俄國人對皮毛奢侈品有著無窮盡的需求。據另記載，在1264年左右該地曾被諾夫哥羅德編作下屬一個鄉。

## 原區域信仰

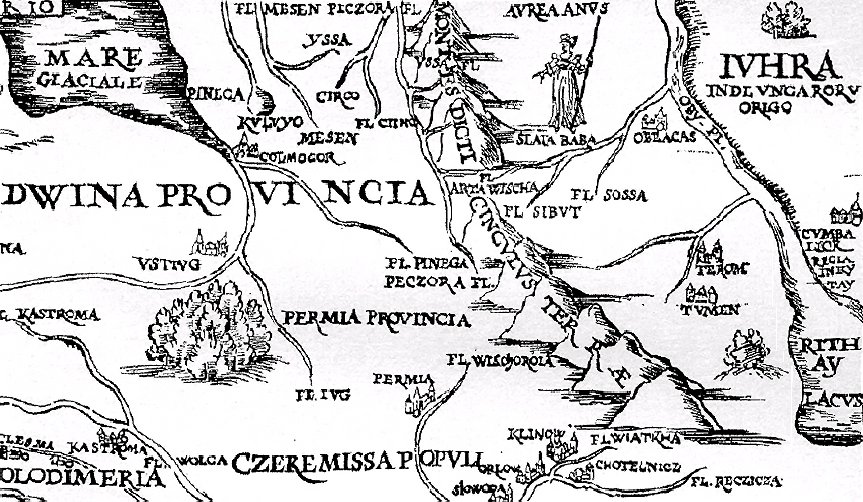
尤格拉（ Iuhra ），“匈牙利人的起源地”（ inde ungaroru origo ）在1549 年由西吉斯蒙德·冯·赫伯斯坦繪製的莫斯科大公國地图上。 赫伯斯坦在地圖上的鄂毕河以東標註了Iuhra的記號，同時候可以從鄂毕河以西見到名為Aurea anus（"黃金年長婦女")的雕像，該像又名Slata baba （“黄金偶像”）。

12世紀的傳教士兼旅者Abu Hamid al-Gharnati曾留下最早對該地的記述之一，他是用阿拉伯语稱之為尤拉Yura ：
但在黑暗之海的威苏之外，有一片稱之尤拉為人而知的土地。聽商人說在那裡，到夏天時白昼可以持續很長，太陽是可以高掛四十天；但到了冬天的夜晚也是與夏天的白天一樣漫長。據商人報告，黑暗（離他們）並不遙遠，於是尤拉人去那頭時到達那，是要帶著火把，之後找到一棵像一個大村落樣的巨樹。但是樹頂上坐著個巨型的生靈，據他們說是一隻鳥。他們帶來了自己要販賣的貨品，每個商人分別將自己的貨品相互隔開妥善地放置，在上邊留下記號便離開了，等到回來時，原先的位置由交換予其國度的大宗商品所取代 . . . （阿尔加纳蒂：32）
歐比安的黄金夫人顯然是當時尤格拉人的崇拜對象。 在14世紀的诺夫哥罗德编年史中可以發現第一份有關黃金夫人的報告，其中提到過彼尔姆的圣斯蒂芬。緊接著在16世紀，黃金神像被莫斯科大公的臣民所提到，他們正受命描述俄羅斯擴張中的貿易和軍事路線。已知的首位研究過黃金夫人的非俄裔人士是克拉科夫大学教授Maciej Miechowita 。黃金神像還曾出现在1549年由西吉斯蒙德·冯·赫伯斯坦出版的莫斯科大公國地圖，還有往後的一些地圖上，例如杰拉杜斯·麦卡托(Gerhard Mercator ) 的“北极地图(1595)”，在上面是標為 Zolotaia Baba （来自俄文Золотая баба – “黄金夫人”或“黄金偶像”）。

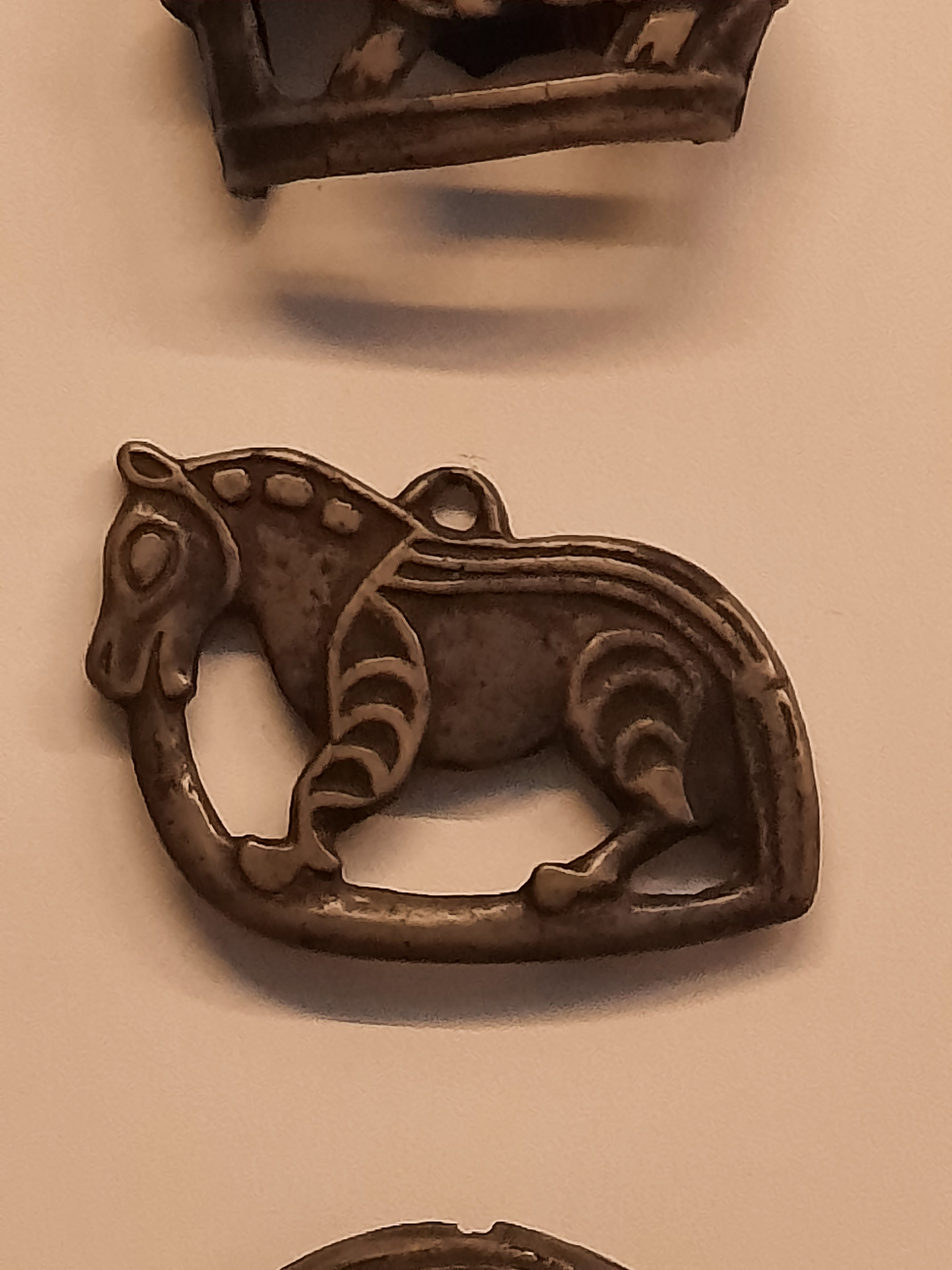
古代曼西人的銅質供品。

在與葉爾馬克戰事相關的《西伯利亚编年史》裡，也曾提到這個黃金女士：葉爾馬克靡下一個名叫伊万·布里亚兹加（Ivan Bryazga）的指挥官，在1582 年入侵Belogorye地區時與那裡的鄂畢烏戈爾人交戰，對方同時在保衛著他們最神聖的物件——黃金女士。 （參見 Karjalainen 1918：243-245，Shestalov 1987：347。 ）另格里戈里·诺维茨基（ Grigori Novitski ）指稱，早先在Belogorye的一座內存有銅鵝“真正最偉大的偶像”的神殿，曾也被認為與金色女士有關，據說虔誠信仰的人“將那個偶像保存好後帶去了孔達，而現在有關膜拜神祗的信仰真被根除”。（诺维茨基：61）。

诺维茨基曾在《銅鵝》有如下描寫：
他們非常崇拜的鵝神像是用個銅鑄造出的鵝，其狀況糟糕的居所則在鄂畢大河邊的Belogorye村落內。根據他們所深信的信條，他們會祭拜水禽之神——天鵝、鵝和其他會游水的鳥類……神像在廟內的寶座用料是不同種類的粗布、帆布和兽皮，像一個鳥巢一樣搭建起來；裡面就端坐著那個常受崇敬的怪物，多數拜會的時候是在鳥巢裡抓獲水鳥之時……這個神像是如此地廣為所知，人們都會由遙遠的村落前來向其祭祀——獻上大型肉奶動物，主要是馬類；他們確信它（神像）是不少物質的承載者，主要會確保有富餘的水鳥（給予他們）……
相比較過尤格拉的多種傳統，鵝是（之中）最通行的神祗“世界考問人”的形體或外型之一，而Belogorye有時仍被稱為他的家。 诺维茨基還描述過一個供奉這位“世界考問人”或“鄂畢大師”的地點：
The home of the Ob Master was presumably near the stronghold Samarovo in the mouth of the river Irtysh. According to their heathen belief he was the god of the fish, depicted in a most impudent manner: a board of wood, nose like a tin tube, eyes of glass, little horns on top of the head, covered with rags, attired in a (gilt breasted) purple robe. Arms – bows, arrows, spears, armour, etc – were laid beside him. According to their heathen belief they say about the collected arms that he often has to fight in the water and conquer other vassals. The frenzy ones thought that the atrocious monster is especially horrifying in the darkness and in the large waters, that he comes through all the depths where he watches over all fish and aquatic animals and gives everyone as much as he pleases.——Novitsky: 59.

### 近代
曼西人的基督教化始于18世紀初。 Grigory Novitsky描述過1714年Pelym Mansi和1715年 Konda Mansi 的基督教化。來源自村落長老兼聖所看護者Nahratch Yeplayev的話被記錄下來：
We all know why you have come here – you want to pervert us from our ancient beliefs with your smooth-tongued flattery and damage and destroy our revered helper, but it is all in vain for you may take our heads but this we will not let you do.——Novitsky: 92–93
诺维茨基對上述偶像的描述如下：
The idol was carved of wood, attired in green clothes, the evil looking face was covered with white iron, a black fox skin was placed on its head; the whole sanctuary, especially his site which was higher than anywhere else, was decorated with purple broadcloth. Other smaller idols nearby which were placed lower were called the servants of the real idol. I think there were many other things in front of him – caftans, squirrel skins, etc.——Novitsky: 93
到這裡似乎達成一個妥協從而可以挽救偶像——至少在此刻是這樣——最後到徵詢了村內長老們的 Nahratsh提出了妥协：
We will now obey the ruler's regulations and ukase. So we will not discard your teaching, we only beg you not to reject the idol so revered by our fathers and grandfathers, and if you wish to christen us, honour also our idol, christen it in a more honourable manner – with a golden cross. Then we will decorate and build a church with all the icons ourselves, as a custom goes, and we will place ours also among these.——Novitsky: 94–95
這樣子的安排似乎持續了一段時間，但據後來記載這個協定是被打敗了，對曼西人和漢特人如此神聖的圖騰和偶像是被俄罗斯基督教狂热分子焚燒。 當中的許多圖騰並未被此所摧毁，不過就被藏了起來，它們的位置被世代地保密著。即使到了1930年代的鎮壓時期，這些聖地仍然未被當局發覺，有些到現代還可以尋找得到。 

## 尤格拉諸親王國和其與韃靼人&俄羅斯人的關係

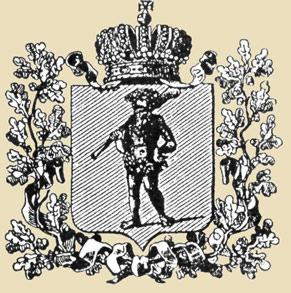
孔迪亞的徽章。

尤格拉包括漢特人和曼西人的定居地有三或四個已知的原始國度：
佩林公國位處孔達河流域，從塔夫達附近的索西瓦河一直伸延到塔博里。Pelym王子的據點也曾是一個重要的宗教中心；一棵神聖的西伯利亞落葉松在其左右所生養，甚至直到18世紀的人們還曾習慣將用於供奉的馬皮掛在樹的枝頭。聖樹附近還有過座供奉五尊神像的祭祀地，還有一些較小的庫房，其四周飾以高柱和人面山峰，是用來存放祭祀工具。用作祭祀的動物骨頭被存放在一個單獨的建筑物那（諾維茨基：81）。
而Konda公國（主要是曼西人）就曾形成佩林公國當中的一個大型半自治部分，根據1628/29 年的記稅冊，那裡居住有257名負稅的曼西人在冊。 Agai of Konda王子曾在1594年被俄羅斯人囚禁，透過當時伴隨他的寶藏，可以一窺此時代尤格拉貴族的資產。即，俄羅斯人時收繳到的有兩個銀冠、一個銀勺、一個銀燒杯、一個銀螺旋手鐲、“珍貴的帷幔”還有許多毛皮和珍貴毛髮（Bahrushin 1955,2:146）。佩林公國的第三部分是塔巴里地區（Tabary），1628/29年有102名成年人居住此地。在俄羅斯人到來前，該地的曼西人都是農民，葉爾馬克依據傳統以谷物的形式收集貢品（Bahrushin 1955, 2:147）。
據信尤格拉人或鄂畢烏戈爾人自古以來就廣泛地和過許多國度做過貿易。這種貿易於12世紀阿拉伯旅人Abu Hamid al-Gharnati的記述裡就有所描述：
And from Bolghar merchants travel to the land of s, called Wisu; marvellous beaver skins come from there, and they take there wedge-shaped unpolished swords made in Azerbaijan in their turn… But the inhabitants of Visu take these swords to the land that lies near the Darkness [Yugra] by the Black Sea [now known as the White Sea], and they trade the swords for sable skins. And these people take the swords and cast them into the Black Sea; but Allah the Almighty sends them a fish which size is like a mountain [a whale]; and they sail out to the fish in their ships and carve its flesh for months on end.——Bahrushin 1955,2: 58–59 

根據一些信源，諾夫哥羅德在第一個千年結束時就已經向「和萨摩耶德人一起生活在午夜之地」的尤格拉人發起戰事（Bahrushin 1955,1:86）。在那時，俄羅斯人可能是沿著伯朝拉河上游，在古科米人的國度大彼爾姆公國附近社區，接触到仍然生活在歐洲的曼西人。《諾夫哥羅德編年史》講述了 1193年在諾夫哥羅德的亞德雷領導下的一場軍事行動，該事是以諾夫哥羅德軍隊的覆滅而終。當時的失敗被歸咎於一些據報“與尤格蘭人有聯繫過”的諾夫哥羅德人（Bahrushin 1955,1:75）。
由13到15世紀，尤格拉本應該是向諾夫哥羅德進貢。但税收只能通過武装部隊來蒐集。編年史描述幾次戰役，提到尤格拉諸侯們利用手中據點保護自身的強烈抵抗。在14世紀莫斯科吞併烏斯秋格之後，由莫斯科大公國取代諾夫哥羅德大公國發起新一輪的戰役活動。
在15世紀時，彼爾姆最重要的俄羅斯據點兼向東擴張的總起點，是彼爾姆的斯蒂芬在维姆河上建立的教區。 1455年，佩林的曼西人在阿西卡王子的指挥下發動了攻勢。莫斯科作為應對，和大彼爾姆的瓦西里王子結成同盟，和維姆的戰士們一齊在1465年參與了尤格拉遠征（Bahrushin 1955,1:76）。俄羅斯編年史載，1465年由于這次突擊，两名較低級“尤格拉人”的親王（Kalpik和Chepik）被迫向俄人臣服和進貢。他們很快再被廢黜。 1467年的第二次軍勢中，阿西卡王子本人被俘並被帶往维亚特卡（Bahrushin 1955,2:113）。 到1483年莫斯科再針對尤格拉和孔達的親王發起第四次遠征，在孔達時還俘獲過“大公”摩尔丹（Bahrushin 1955,2:113）。

到1499年，莫斯科針對“尤格拉”（佩林；由 Semyon Kurbski王主政）、孔達（Konda或Koda，由Pyotr Ushatyi王主政）及“Gogulichi”（自由的曼西人），派出了一支強大的武裝力量。這支有4000人的強軍，使用狗和馴鹿隊，到達位處利亞平河上、漢特人的同名要塞 (Bahrushin 1955,1:76-77)。據信源所表述，在該次遠征當中， 有40個據點被佔據，有58名漢特人和曼西人的親王被俘虜。 直到15世紀末，莫斯科大公獲取了尤格拉親王的榮譽頭銜。到16世紀，幾位尤格拉親王向西伯利亚汗国進貢，並參與汗國的軍旅活動，以抵抗受哥萨克、還有受輔助過驅逐尤格拉人離開故土的科米人所保護的俄羅斯拓殖者。
作為回應，佩林的漢特人和曼西人不間斷地向大彼爾姆的領土發起第四波反攻。因此，1581年因為同年的凱哥羅德（Kaigorod）和切爾登被襲擊而載入史冊。依據俄羅斯人的估計，曼西人及其盟友韃靼人所組成的軍隊有700人之多（Bahrushin 1955,1:99;2:144）。伴隨邊境戰火的持久抗爭引致到在1582-84年時，由斯特罗加诺夫家族主導和資助下以葉爾馬克為首發動了一場軍勢，該戰事開始於攻入俄罗斯拓殖者領地的曼西人戰團被消滅，以對佩林的曼西人和他們的盟友西伯利亞可汗的懲罰性征服作為終曲。據部分信源所述，孔達王子阿拉赫（Alach, Prince of Koda）是西伯利亞汗库楚姆汗的重要盟友，據說他被賞賜過一件繳獲自敵方的葉爾馬克的鎖甲（Bahrushin 1955, 1:114）。
在1592年，俄羅斯又發動了另一場戰役針對佩林的曼西人，該戰事於1593年告結時，佩林王子Ablegirim的要塞被奪走，王子和他家族被俘，要塞的中心還建起一座俄羅斯堡壘。儘管在隨後一年裡佩林公國失去了它在孔達河上的土地，但曼西人並未放棄抵抗。 在1599年，曼西人再將“戰爭、盜竊和背叛”帶到丘索瓦亞河和库里亚河兩岸，並掠奪了那裡的俄羅斯定居地（Bahrushin，2:143-144）。
尤格拉人和突厥韃靼人間的緊密聯繫，也體現在即使到了1660年代，恢复库楚汗的想法仍然受到别廖佐沃汗特的歡迎（ Bahrushin ，2:143-144）。
直到17世紀中葉，莫斯科才成功鎮壓著了尤格拉。
在18世紀，佩林和孔達公國的繼承人——Vassili王和Fyodor王——居住在佩林，他們變得俄羅斯化並為沙皇政府履行著各種義務。然而，曼西人們，還認為他們就是他們的統治者。 古代王公家族在繼續統治孔達的事實，也被1624年一封沙皇的信所佐證：
He, prince Vassili and prince Fyodor have close brothers in Big Konda – our tax-paying murzas, and our simple Voguls are ruled by them in Big Konda, the brothers of prince Vasily, the murzas." (Bahrushin 1955,2: 148
孔達的王子Kyntsha於1680年收到一樣來自沙皇的贈禮契據，由其證明他的尊貴地位。即使在18世紀，孔達王公也以他們有著相對的獨立性而聞名。據推測直到1715年，孔達的薩蒂加王子和他的600 名武裝隨從，有試圖阻止孔達的曼西人基督教化（诺维茨基：98）。1732-47年，孔達由薩蒂加的兒子奧西普·格里戈里耶夫親王（Prince Osip Grigoryev）統治，緊跟著是他自己的兒子弗拉斯·奧西波夫親王（Prince Vlas Ossipov）。根據阿多·林特洛普，圖靈斯基社區學校的教師薩蒂加的曾孫之一最近的研究，亞歷山大·薩蒂金直到 1842 年才獲得“孔達王公”的頭銜。

### 沙俄征服歷程
在葉爾馬克·齊莫菲葉維奇發動攻勢後，西伯利亞汗國開始逐步為莫斯科公國所吞併。1582年，葉爾馬克·齊莫菲葉維奇率軍打敗库楚汗後，佔領了西伯利亞汗國首都喀什里克（Qashliq，或稱，今托博爾斯克附近）。葉爾馬克於1583年冬季派了一小隊哥薩克分遣隊從喀什里克出發，沿額爾齊斯河而下。該分遣隊由波格丹·布里亞茲加率領（一說由哥薩克首領尼基塔·潘），穿過了孔達-佩雷姆沃古爾人的土地，到達了萨马洛沃城的“城牆”。出其不意地襲擊了奧斯加克人，使他們投降哥薩克人。別爾哥羅德公國國公沙马拉（Samar）亦被戮。

#### 拓殖
葉爾馬克死後不久，1585年秋，總督伊万·阿列克谢耶维奇·曼苏罗夫率領哥薩克在額爾齊斯河口鄂畢河右岸建立了第一座俄羅斯城鄂畢斯科伊。曼西人及卡特人的土地至此成爲了俄羅斯的一部份，并最終由佩雷姆（俄语：Пелым，1592年建立）、别列佐沃（俄语：Березово，1592年建立）及苏尔古特（俄语：Сургут，1594年建立）等城的建立而鞏固。
北鄂畢河沿岸諸城成爲了貿易中心，特殊的補給站（俄语：ямы）出現在了最繁忙的貿易路線上，用於交換馬匹。其中兩個補給站，德米楊斯基（Demyansky）和沙马拉伏斯基（Samarovsky，今汉特-曼西斯克），建立於1637年。

#### 帝俄建制化
1708年，彼得大帝頒佈了一項法令，建立了西伯利亞省（包括别列佐沃及蘇爾古特），目的在於建立新的體制及發展資源豐富地區的經濟。1775年，葉卡捷琳娜大帝頒佈法令建立了托波爾斯克省。
該地區後來成爲了臭名昭著的罪犯流放地。德米特里·羅莫丹諾夫斯基親王（Prince Dmitry Romodanovsky）曾在別列佐夫斯基區服刑；安德烈·奧斯特曼伯爵在1742年被流放於此；多爾戈盧科夫親王整個大家族於1798年流放於此；亚历山大·达尼洛维奇·缅什科夫親王及其女瑪利亞被流放并埋葬於此。十二月黨人在聖彼得堡的元老院廣場起義之後亦被流放於此。
對北方的居民為行政及法律管理開始於并基於米哈伊爾·米哈伊洛維奇·斯佩蘭斯基于1822年批准的憲章“關於管理西伯利亞的非俄羅斯人”。

## 匈牙利人的源起地

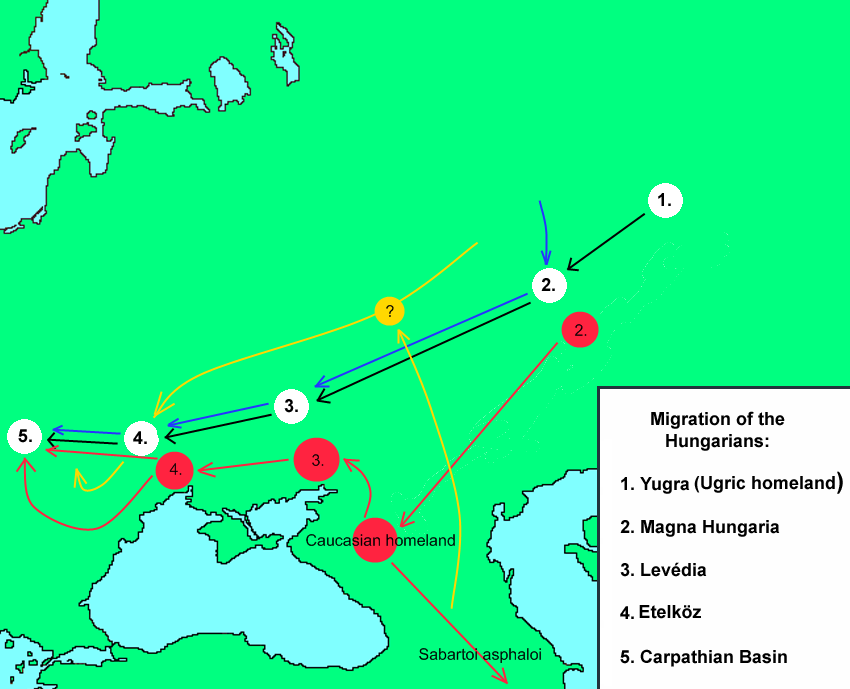
匈牙利人由現屬俄罗斯的地方開始的大遷移圖示

尤格拉及其南部附近被認為是匈牙利人的起源地。一種假設說，“匈牙利”這個名稱是尤格拉這個名詞的變體（匈牙利人在幾種語言中也以“Ugri”的名字為人所知，在烏克蘭語中還保持以這個名字而被熟知）。
匈牙利語也是漢特語和曼西語的近亲。據信，匈牙利人從尤格拉向西遷移後，先定居在烏拉爾山脉以西，該地被稱之為匈牙利大區（Great Yugria）。然後他們移居到到萊維迪亞（現乌克兰東部），再到埃泰爾科兹（現烏克蘭西部），最終於9世紀到達喀尔巴阡盆地。 